# シルクロード (宝塚歌劇)
『シルクロード』は宝塚歌劇団のミュージカル作品。

## 星組 宝塚大劇場公演
形式名は「グランド・ミュージカル」。3部36場。
公演期間は1969年3月27日から4月24日まで。新人公演は4月12日。

### 構成
高木史朗が現地取材をした作品。
- 第一部：仏教の道
- 第二部：草原の道
- 第三部：東西文化交流の道

出典：『宝塚歌劇100年史　虹の橋 渡り続けて（舞台編）』

### スタッフ
- 作・演出：高木史朗
- 音楽：中元清純
- 音楽指揮：十時一夫、溝口尭
- 合唱指導：十時一夫
- 振付：河上五郎、喜多弘、県洋二、中村万作、司このみ
- 擬斗：二階堂武
- 装置：黒田利邦
- 衣装：小西松茂
- 照明：今井直次
- 小道具：生島道正
- 効果：村上茂
- 録音：松永浩志
- 音響映画：宝塚映画
- 演出：横澤秀雄
- 演出補：川井秀幸
- 演出助手：岡田敬二、草野旦
- 製作：大谷真一

出典：『宝塚歌劇の60年別冊』

### 主な出演
本公演・配役も含む
- 第一部：孫悟空[3]、第二部：チンギス・ハン[3]（テムジン[1]）、第三部：マルコ・ポーロ[3] - 上月晃
- 第一部：樹下美人[1]、第二部：ブルテ[3] - 初風諄
- 第一部：猪八戒[3]、第二部：ジャムカ[1] - 南原美佐保
- 第一部：三蔵法師[3] 、部不明：シバ[1] - 鳳蘭
- 第一部：沙悟浄[3] 、部不明：アラト[1] - 安奈淳
- 部不明：トオリルカン[1] - 美吉左久子
- 部不明：ムンリク[1] - 深山しのぶ
- 第三部：ニコロポーロ[1]  - 天城月江
- 第三部：コカチン姫[3]  - 衣通月子
- 部不明：歌う娘[1] - 如月美和子

新人公演
- 南原美佐保
- 五条寺まり
- 景千舟
- 鳳蘭
- 千雅てる子

## 星組 東京宝塚劇場公演
公演期間は1969年6月2日から6月29日まで。
主なスタッフに高木史朗がいる。